# Paola Gaiotti De Biase
Paola Gaiotti De Biase, née le 26 août 1927 à Naples et morte le 13 juillet 2022 à Rome, est une femme politique italienne.
Membre de la Démocratie chrétienne et du Parti démocrate de la gauche, elle siège au Parlement européen de 1979 à 1984 et à la Chambre des députés  de 1994 à 1996.